# Felültetve
A Felültetve (eredeti cím: Setup) 2011-ben bemutatott amerikai akcióthriller, melyet Mike Gunther és Mike Behrman forgatókönyvéből Gunther rendezett. A főbb szerepekben 50 Cent, Bruce Willis és Ryan Phillippe látható.
Az Amerikai Egyesült Államokban 2011. szeptember 20-án mutatták be a mozikban. Magyarországon 2012. július 5-én jelent meg szinkronizálva a PARLUX Entertainment forgalmazásában.

## Cselekmény
Három detroiti jó barát, Sonny (50 Cent), Dave (Brett Granstaff) és Vincent (Ryan Phillippe) gyémántrablást terveznek. A tervük halállal végződik, amikor az egyikőjük, Vincent elárulja a többieket; Lelövi Sonnyt és Dave-t (aki azonnal meghal a helyszínen). Sonny-nak sikerül túlélnie és bosszút esküdik. Összeáll a város legveszélyesebb maffiafőnökével, Mr. Biggs-el (Bruce Willis) és együtt dolgozva próbálják elkapni az árulót.

## Szereplők
| Színész         | Szerep         | Magyar hang           |
| --------------- | -------------- | --------------------- |
| 50 Cent         | Sonny          | Kolovratnik Krisztián |
| Bruce Willis    | Jack Biggs     | Dörner György         |
| Ryan Phillippe  | Vincent        | Viczián Ottó          |
| Jenna Dewan     | Mia            | Németh Borbála        |
| Randy Couture   | Petey          | Berzsenyi Zoltán      |
| James Remar     | William        | Fazekas István        |
| Brett Granstaff | Dave Hall      | Vári Attila           |
| Will Yun Lee    | Joey           |                       |
| Susie Abromeit  | Valerie        |                       |
| Jay Karnes      | Russell        |                       |
| Shaun Toub      | Roth           | Bardóczy Attila       |
| Ambyr Childers  | Haley pincérnő |                       |